# Heidi Pechstein
Heidi Pechstein   (Leipzig, 4 de juliol de 1944) és una nedadora alemanya, especialista en estil lliure, ja retirada que va competir sota bandera de la República Democràtica Alemanya durant la dècada de 1960.
El 1960 va prendre part en els Jocs Olímpics d'Estiu de Roma, on disputà dues proves del programa de natació. Guanyà la medalla de bronze en els 4x100 metres lliures, formant equip amb Christel Steffin, Gisela Weiss i Ursula Brunner, mentre en els 100 metres lliures quedà eliminada en semifinals. Quatre anys més tard, als Jocs de Tòquio, tornà a disputar dues proves del programa de natació. Fou sisena en els 4x100 metres lliures, mentre en els 400 metres lliures quedà eliminada en sèries.
En el seu palmarès també destaquen dues medalles d'or, en els 100 metres lliures i 4x100 metres estils, del Campionat d'Europa de natació de 1962 i una de plata en els 400 metres estils al de 1966. Pels èxits aconseguits el 1962 fou reconeguda com a esportista alemanya de l'any junt a les seves companyes d'equip. A nivell nacional va guanyar sis campionats individuals de l'Alemanya Oriental: 100 i 200 metres lliures el 1961, 400 metres lliures el 1964 i el 1967 guanyà els títols dels 200, 400 i 800 metres lliures. Entre 1959 i 1964 guanyà quatre títols de relleus.